# Cépie
Cépie é uma comuna francesa na região administrativa de Occitânia, no departamento de Aude. Estende-se por uma área de 6,61 km². Em 2010 a comuna tinha 648 habitantes (densidade: 98 hab./km²).